# Bartolomé José Gallardo

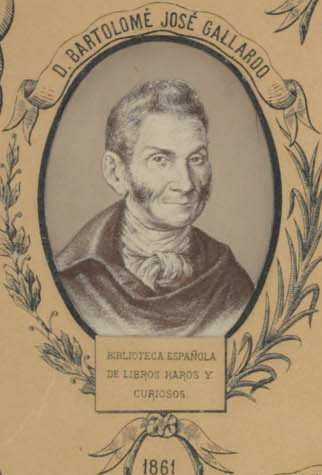
Bartolomé José Gallardo

Bartolomé José Gallardo (* 13. August 1776 in Campanario, Provinz Badajoz; † 14. September 1852 in Alcoi) war ein spanischer Bibliothekar, Autor, Romanist und Hispanist.

## Leben und Werk
Gallardo studierte in Salamanca und unterrichtete ab 1805 in Madrid, zuerst Französisch, dann Logik. 1811 wurde er Bibliothekar des Parlaments. Die Publikation seines aufklärerischen Diccionario crítico-burlesco brachte ihm drei Monate Gefängnis ein. 1814 emigrierte er nach London und wurde in Abwesenheit zum Tode verurteilt. 1820 kehrte er auf seine Bibliothekarsstelle nach Madrid zurück, verbrachte aber 1823 wieder mehrere Monate im Gefängnis. Ab 1835 gab er seine Zeitschrift El Criticón heraus, von der 5 Nummern bis 1836 erscheinen konnten (drei weitere postum). Von 1834 bis 1838 war er Abgeordneter. 1841 ging er in den Ruhestand.
Gallardo hinterließ Manuskripte bedeutender gelehrter Studien, die postum veröffentlicht wurden, allen voran der Ensayo zur spanischen Literaturgeschichte, der in jüngster Zeit noch mehrfach neu herausgegeben wurde.
Gallardo gilt als einer der „bestimmenden Vertreter der spanischen Ideenliteratur der 1. Hälfte des 19. Jahrhunderts“ (Hans-Joachim Lope).

## Werke
- Diccionario crítico-burlesco, Cádiz 1811, Madrid 1820; Madrid 1838, hrsg. von Josep Fontana, Barcelona 1993; hrsg. von Alejandro Pérez Vidal, Madrid 1994
- El criticón. Papel volante de literatura y bellas artes 1–5, 1835–1836; 2 Bde., Campanario 1999–2001; 6–8, 1859
- Ensayo de una biblioteca española de libros raros y curiosos formados con los apuntamientos de don Bartolomé José Gallardo, hrsg. von  Manuel Remón Zarco del Valle (1833–1922), José Sancho Rayón (1840–1900) und Marcelino Menéndez Pelayo, 4 Bde., Madrid 1863–1889, 1968, Valladolid 2012, La Coruña 2014 (alphabetischer Katalog)
- Obras escogidas, hrsg. von Pedro Sáinz Rodríguez, Madrid 1928
- El Cancionero de Gallardo, hrsg. von José María Azáceta, Madrid 1962
- Diczionario. Apuntes. Facsímile del manuscrito autógrafo, hrsg. von Francisco Calero und Nieves Agraz, Badajoz 1996
- Vocabulario provincial americano y otros léxicos. Transcripción y facsímiles de los manuscritos, hrsg. von Francisco Calero und Valentín Moreno, Badajoz 2012